# Trdnjava São João Baptista
Trdnjava São João Baptista (portugalsko Forte de São João Baptista), znana tudi kot Utrdba São Filipe ali Utrdba Monte Brasil, je zgodovinska utrdba in obrambna konstrukcija, ki stoji v civilni župniji Sé, v kraju Angra do Heroísmo na portugalskem otoku  Terceira, v arhipelagu Azori.

## Zgodovina
Študijo obrambe Azorov je začel sredi 16. stoletja vojaški inženir Bartolomeu Ferraz: v svojem poročilu za portugalsko krono je navedel, da so otoki São Miguel, Terceira, São Jorge, Faial in Pico ranljivi za napade piratov in protestantskih zasebnikov (predvsem angleških, francoskih in nizozemskih), zato pristanišča in vasi zahtevajo boljše varnostne pogoje.
V času vladanja Janeza III. (1521–1557) in Sebastjana (1568–1578) je prve obrambne načrte pripravil italijanski arhitekt in vojaški inženir Tommaso Benedetto (leta 1567), ki je izdelal plan globalnih načrtov obrambe za glavne otoke Azorov. Nadalje je bilo njegovo mnenje, da se mora obramba, če bi sovražnik napadel z morja, osredotočiti na pristanišča in sidrišča, ki jih brani lokalno prebivalstvo, pod odgovornostjo vsakega občinskega organa.
Končni načrt za Angra do Heroísmo in otok Terceira je vključeval izdelavo obalne obrambe pri trdnjavi São Sebastião (ali Castelinho, kot je znana), Porto das Pipas in Fort São Sebastião (na območju Ribeira Seca); načrt je kasneje nadaljeval Ciprião de Figueiredo e Vasconcelos, takratni guverner otokov, in je obsegal več kot petdeset obrambnih del ob obali otoka.

### Iberska zveza
V času Iberske zveze so bile utrdbe v Angrskem zalivu v središču Azorov in strateška pot med blagom Indije in Orienta ter evropskimi trgi (primerljivo s kompleksnimi utrdbami, ki so bile zgrajene v Havani (na Kubi) in Cartageni (v Kolumbiji) v kasnejših obdobjih).
Utrdba je bila postavljena po osvajanju Terceire s strani španske vojske, kot posledica dogodkov, povezanih z Ibersko zvezo (1580–1640), ko je pod poveljstvom Álvaro de Bazána, 1. markiza Santa Cruz, kralja Filipa II. (Filip I. Portugalski) so otok prevzele sile Antónia, Priora Crata. Z začetkom anglo-španske vojne (1585–1604) so se okrepili napadi zasebnikov, kot so Francis Drake (1587) in Robert Devereux, 2. grof Esseški, katerega napadalec Walter Raleigh je napadel sosednje naselje v Horti, poleti leta 1597. Nov projekt je služil dvema funkcijama:
- zaščititi pristanišče Angra in kolonialno floto, ki je ščitila njene vode pred napadi piratov iz Berberske obale in angleškimi zasebniki, zlasti ko so ladje iz Indije in Orienta uporabljale otoke kot izhodišče za povratno potovanje na celino in
- da bi obranili španske čete, da bi branile otok (ki bi bil pod nadzorom markiza Santa Cruz.

Gradnja se je začela leta 1593, prvi vogalni kamen na bastijonu Santa Catarina (severozahodni kot) je bil položen na slovesnosti pod predsedstvom guvernerja predsedstva, António de la Puebla in angrskega škofa Manuel Gouveia. Končni inženirski načrt so nadzorovali italijanski vojaški inženir Giovanni Vicenzo Casale in njegovi pomočniki, sienski inženir Tibúrcio Spannocchi in Anton Coll (Antão Colla), ki sta načrtovala zasnovo leta 1590.  V bistvu je obrambni načrt izdelal Spannocchi, ki je zasnoval oblikovanje po obisku lokacije leta 1583-1584, vendar je njegov položaj na Monte Brasil načrtoval Coll, ki je od ustanovitve spremljal delo v Angri (do svoje smrti leta 1618) . Domnevno se je delo začelo leta 1594. Kasneje so pri tem projektu sodelovali inženirji Girolamo Francès in Giovanni Battista Cairati (ki je bil kraljevi arhitekt na španskem dvoru Fillipa II.), ki sta utrdbo preimenovala v Fortaleza de São Filipe (v čast svojega monarha).
Zaradi različnih problemov se je gradnja nadaljevala pod vlado Dioga Fajarda (1628–1639). Iz tega časa so tri med seboj povezane cisterne (s kapaciteto 750.000 kilogramov), hlevi (na mestu guvernerjeve palače) in kapelica Santa Catarina de Sena (ki so jo kasneje ponovno posvetili v čast Svetega Duha).
Zgrajeno okolje so dopolnili z bastijoni iz lokalnega kamna in bazalta, ki so ga obdelovali rokodelci in zidarji, velik del delavcev pa so bili moški, obsojeni na vislice. Drugi so bili vojaki iz predsedstva, ki so bili kaznovani in jih je guverner Diogo de Miranda Queiroz (ki je začel s prakso) obvezal k sodelovanju. Čeprav je ta vrsta kazni dosegla svoje skrajne meje v času vladanja Dioga Fajarda, je sporno, zakaj je bilo v projekt prisiljenih na stotine lokalnih Azorčanov. Ne glede na to pa je znano, da so številni Terceirčani in lokalni otočani podpirali gradnjo utrdbe z davki in desetino.

### Obnova portugalske samostojnosti
V času portugalske obnove (1640) so se španske sile, pod poveljstvom poveljnika Álvara de Viveirosa, upirale enajst mesecev (od 27. marca 1641 do 4. marca 1642). Samo sile z več otokov, ki sta jih vodila Francisco Ornelas da Câmara in João de Bettencourt, so bile odločilne. Španci so se predali z vojaško častjo in jim je bilo dovoljeno umakniti se s svojim osebnim orožjem in dvema bronastima kosoma artilerije, skupaj s strelivom. Za seboj so pustili 138 jeklenih in bronastih topov, 392 arkebuz, 400 mušket in pripadajoče strelivo. 
S ponovnim zajetjem utrdbe so jo ponovno preimenovali v vzdevek Janeza Krstnika (portugalsko São João Baptista), poklon Janezu IV. Portugalskem; cerkev je bila zgrajena v čast svojemu zavetniku leta 1642.
Leta 1658 je bil popravljen eden od bastijonov (čeprav ni jasno kateri), medtem ko je bila leta 1662 končana obnova in rekonstrukcija, ki je bila draga. 
V drugi polovici 17. stoletja je skladišče smodnika podpiralo utrdbe v preostalem delu otoka. Znotraj citadele so skupaj živeli posamezni vojaki, poročeni pari (nekateri z družinami) in upokojeni častniki. Vzdolž pobočij Monte Brasil so skupine vzdrževale zemljišča za samooskrbno kmetijstvo. Na koncu stoletja je bila verska bratovščina Kult Svetega Duha ena od najbogatejših v mestu.
V začetku 18. stoletja je oče António Cordeiro, pisatelj skupnosti Angra in citadele v Fortaleza de São João Baptista, zapisal:
Na vzhod potekajo številne ceste ali domovi v skali in apnencu, dvonadstropni, in te hiše lahko sprejmejo 50 vojakov in imajo običajno 300 sosedov…. Mesto Angra ima šest župnij (vključno plemenitaše v velikem gradu, in ki ima glavno kapelo ...  
Toda postopoma so se v naslednjem stoletju nekateri prostori uporabljali za usposabljanje, ki je trajalo vse do 19. stoletja.
Do leta 1720 so obrtniki zaključili preoblikovanje cerkve, kar je bilo v času, ko je trdnjava imela 60 aktivnih baterijskih mest. .

### Portugalska državljanska vojna
Po Liberalni revoluciji iz leta 1820, ki je uvedla liberalno gibanje, je bila utrdba mesto, kjer so prvič prevzele oblast liberalne sile, pod poveljstvom generalnega poveljnika, brigadirja Francisa Antónia de Araúja e Azeveda (2. april 1821). Tu sta se tudi prvič borili kontra-revoluciji dva dni pozneje (3–4. april 1821).
Liberalna vlada v Terceiri je ustanovila denarno hišo znotraj utrdbe (7. maj 1829) za kovance malucos (ki so bili enakovredni 100 réis - portugalski real) za vlado princa regenta Janeza: na podlagi iste zasnove, ki je nastala v Rio de Janeiru med izgnancem. Leto 1829 je bilo tudi leto, ko je trdnjava São Baptista v povezavi s trdnjavo São Sebastião zavrnila napad s strani Miguelove eskadrile v zalivu Angra.
V zvezi z uspehom liberalnega gibanja je v času nemirov prvih bojev liberalnih vojn med Petrom IV. in njegovim bratom Miguelom, 5. pehotni bataljon obnovil pravice Petra in ustavne monarhije. Enota je prejela zastavo, ki jo je kraljica Maria II. osebno izvezla z zlatim vložkom za njihove zasluge.
Ob koncu stoletja (1896) je bila utrdba stalni dom afriškega kralja Gungunhane, ki je bil do svoje smrti 23. decembra 1906 politično zaprt za njenimi zidovi.

### 20. stoletje
Ob izbruhu prve svetovne vojne je bila Portugalska nevtralna država, vendar se je to postopoma spreminjalo, predvsem zaradi zaskrbljenosti glede odvisnosti in gospodarskih blokad z glavnimi trgi. Nemčija je na prošnjo Anglije za pridržanje nemških državljanov napovedala vojno Portugalski (9. marca 1916). Prvotni zaporniki in kasnejši nemški državljani so bili med letoma 1916 in 1919 prepeljani v trdnjavo São João Baptista.
Uporaba utrdbe kot zapor za politične zapornike se je nadaljevala med režimom Estado Novo: leta 1933 je bil ustanovljen vojaški prezidij, leta 1943 pa je bil ustanovljen tudi Depósito de Presos de Angra (depozit za angranske obsojence).
Do sredine stoletja je načrt Comissão da Avaliação das Novas Infra-estruturas das Forças Armadas (Komisija za oborožene sile za ocenjevanje novih infrastruktur) porušil stavbe zahodno od utrdbe in vzhodno od cerkve.
Medtem je postal komunikacijski center (Centro de Comunicações da Armada) za portugalske oborožene sile, kasneje pa je bila postavljena radijska antena, ki je ustvarila in podprla Pico Rádio.
Preostali kompleks trdnjav je bil 18. avgusta 1943 uvrščen med nepremičnine v javnem interesu (v skladu z odlokom št. 32-973) s strani Direcção-Geral dos Edifícios e Monumentos Nacionais (DGEMN) (generalni direktorat za stavbe in nacionalne spomenike).
Leta 1956 so Serviços dos Monumentos Nacionais (Nacionalne spomeniške službe) zaključile nekaj obnovitev cerkve, medtem ko se je okrepitev utrdbe začela z manjšim projektom leta 1959.
Kot del zgodovinskega središča je bila trdnjava vključena kot del Unescove svetovne dediščine leta 1983. Obiskovalce Monte Brasila, poleg številnih sprehajalnih poti, lahko vodijo pripadniki oboroženih sil, ki zagotavljajo zgodovinske ture. 
Med letoma 1995 in 1997 (v treh ločenih projektih) so se utrdbe utrdile in okrepile.
Leta 1997 je bila cerkev São João Baptista popolnoma obnovljena (vključno z notranjostjo in zunanjostjo). Rekonstrukcija stene ob zalivu Fanal se je začela leta 2000 in končala leta 2001, ko so se začela dela na strehi Santa Catarine. V letu 2011 so bili stroški popravila in vzdrževanja lokacije ocenjeni na 100.000 EUR letno, kar je vključevalo ohranjanje naravnih sten in čiščenja prostorov, vendar so bili stroški, povezani s popravili številnih stavb, drenažnih sistemov in vodovodnih omrežij, električnih omrežij, ocenjeni na štiri milijone evrov.

## Arhitektura
Trdnjava dominira na rtu Monte Brasil, vulkanskem stožcu, ki leži ob južni obali otoka Terceira, na skrajnem koncu mesta Angra do Heroísmo s katerim ga povezuje zemeljska ožina, na obeh straneh katere je obkrožen s Atlantikom in zalivoma Fanala in Angra.
Dejanska zgradba pokriva površino 3 km² in predstavlja glavno jedro s 111,5 metrov dolgo kurtino (trije bastijoni in dva delna bastijona), ki se razprostirata na dolžini 570 metrov, do najvišje višine 15 metrov in največ 2,6 metra široka. Znotraj teh zidov so izkopali nekaj zemlje na približno 10 metrov, izven zidov pa so postavljeni jarki (enake globine). Poleg tega so na vogalu vsake meje utrdbe še dve obzidji, ki obkrožata polotok.
Pet bastijonov, ki utrjujejo steno ob zemeljski ožini, so od zahoda proti vzhodu so:
- Bastijon Santa Catarine (sveta Katarina) nad klifi Fanal, s sedmimi topovi in okronani s Torreão dos Mosquitos (zaokroženo razgledno točko), ki se uporablja kot prednji pogled za baterije z lastnim skladiščem za smodnik. Povezan je z dvema nivojema nasipov (s štirimi položaji) do bastijona São Pedro.
- Bastijon São Pedro (Sveti Peter), levo od glavnega portika Portão de Armas s 15 topovi. Bastijon je leta 1766 ob podpori lastnega skladišča odgovarjal na napade s šestimi topovi na levi in sedmimi desno od glavnih vrat.
- Bastijon Boa Nova, ki je ob bastijonu São Pedro in je vseboval 16 topov, ki so jih oskrbovali dve skladišči smodnika in razgledna točka na Torreão da Bandeira (razgledna točka je služila tudi za dvig imperialne zastave, od tod tudi njeno ime). Bastijon, ki gleda na zaliv Angra, je bil preimenovan ( marmorni napis na bateriji) v okviru liberalnih vojn v čast Petru IV. Portugalskem (Baterija Petra IV.). Podobno je baterija Marije II. poimenovana v čast kraljici Mariji II., kasneje pa Baterija Malaca, ki je nekoč v trdnjavi Diu postavila bronast, 36-kaliberski top (je bil vrnjen v Lizbono 22. julija 1771). Od Baterije Malaca se preko loka Portão de Armas stopnišče spusti do starega vrta. in
- Bastijon Espírito Santo (Sveti Duh), ki gleda na Campo do Relvão, kjer so bili štirje topovi in tri skladišča smodnika (en na sredini in druga dva na obeh vogalih), povezana s steno s šestimi topovi in enim skladiščem.
- Bastijon Santa Luzia (sveta Lucija) s petimi topovi in enim skladiščem, ki se razteza do dveh spuščenih sten (z lastno postavitvijo topov in skladišča).

Poleg tega je bila leta 1849 zgrajeno še eno skladišče za smodnik, imenovan Paiol Novo. V tem bastijonu je bila tudi stavba artilerijskega laboratorija, ki je bil dejansko nadomestilo starejše, večje stavbe, ki je bila 7. maja 1821 uničena v nasilnem požaru, kar je povzročilo pet smrtnih žrtev.
Na zahodnem robu utrdbe, v bližini Bastijona Santa Catarina in nad zalivom Fanal, obstaja tudi baterija Arsenal s petimi drugimi topovi.
Bastijon Santa Luzia je povezan tudi z en km dolgo steno Santo António, vzdolž vzhodne obale Monte Brasil, z več pomožnimi utrdbami (od severa proti jugu):
- Vrata Portinho Novo
- Vrata Porta do Cais da Figueirinha
- Reduta Dois Pausa
- Reduta São Francisco
- Utrdba São Benedito do Monte Brasil (tudi Reduta Três Paus)
- Reduta Santo Inácio in
- Utrdba Santo António do Monte Brasil

Ob jugovzhodu polotoka, proti odprtem oceanu, je obrambo vodila majhna Forte da Quebrada, v kateri je prevladovala razgledna točka Vigia da Baleia, na zahodni obali pa so se dodatne utrdbe razširile še en kilometer (od juga proti severu):
- Baterija Constituição
- Utrdba São Diogo do Monte Brasil (tudi utrdba Zimbreiro)
- Fidelidade baterija
- Reduta generalnega Saldanhe;
- Reduta São Gonçala
- Reduta Santa Cruz
- Reduta Santa Terese in
- Cais do Castelo

Znotraj utrdbe so bile zgrajene štiri cisterne, skladišče in stavbe za vojsko, vključno z: notranjost glavnega gradu (ki je imel samo 1500 m³), drugo znotraj utrdba Santo António, v notranjosti utrdba Quebrada in vzdolž obzidja utrdba Zimbreiro (kjer jama zbira vodo).